# إبيرليسكيس
إبيرليسكيس (بالفرنسية: Éperlecques)‏ هي بلدية تقع في إقليم باد كاليه من منطقة نور با دو كاليه في شمال فرنسا. تبلغ مساحة هذه المدينة 25.56 (كم²)، وترتفع عن سطح البحر 15 م، يبلغ عدد سكانها 2885 نسمة حسب إحصاء المعهد الوطني للإحصاء والدراسات الاقتصادية سنة 2009 م. وترأس Michel Guilbert البلدية خلال فترة (2008-2014).